# Kritik af den rene fornuft
Kritik af den rene fornuft (tysk: Kritik der reinen Vernunft) regnes som Immanuel Kants mest betydningsfulde værk. 
Værket er erkendelsesteoretisk og kaldes også den første kritik. De to øvrige er Kritik af den praktiske fornuft (om praktisk filosofi og etik) og Kritik af dømmekraften (blandt andet om æstetik).

## Overblik
Et overblik over bogens emner:

## Indledning
Kant redegør for, hvad han anser som sin filosofiske opgave, nemlig at redde erkendelsen fra skepticismen, hvad der var fare for efter David Humes filosofi. Han drager her mange paraleller til videnskaben og ønsker atter at føre filosofien ind på den videnskabelige vej.
- A priori
- A posteriori
- Syntetiske a priori domme

## I. Transcendental elementarlære
Tekst mangler, hjælp os med at skrive teksten

## Første del: Den transcendentale æstetik.
I dette afsnit bliver sansningen isoleret for at finde de rene former for sansning (anskuelse), der er bestemt a priori.
- Første afsnit. Om Rummet. (Rummet bliver bestemt som en a priori anskuelsesform)
- Andet afsnit. Om tiden. (Tiden bliver bestemt som en a priori anskuelsesform)

## Anden del: Den transcendentale logik.
Forstanden isoleres for at kunne fremhæve den del af erkendelsens tænkning, der udelukkende har grund i forstanden. Han ser altså bort fra al sansning, for at kunne finde a priori betingelserne for forstandens brug.

### Første afdeling. Den transcendentale analytik.
Første bog: Begrebernes analytik.
- De rene forstandskategorier
- Den transcendentale deduktion
- Den trefoldige syntese

Anden bog: Grundsætningernes analytik.
- De rene forstandsbegrebers skematisme
- De analytiske dommes øverste grundsætninger
- De højeste grundsætninger for alle analytiske domme
- Anskuelsens aksiomer
- Iagttagelsens anticipationer
- Erfaringens analogier

### Anden afdeling. Den transcendentale dialektik.
I dette afsnit forsøger Kant at finde frem til de tidspunkter, hvor vi bruger vores erkendelse på måder, vi ikke har ret til, altså hvor vi overskrider, hvad vores erkendelse er i stand til. Han kaldte disse transcendentale illusioner og mente, at de var en uundgåelig del af menneskesindet, da vi altid vil forsøge at overskride grænserne for vores egen erkendelse.
Indledning
- Den transcendentale illusion

Første bog: Om den rene fornufts begreber.
- Om ideer generelt
- Om de transcendentale ideer
- De transcendentale ideers system

Anden bog: Om den rene fornufts dialektiske slutninger
- Paralogismerne
- Antinomierne
- Fornuftens ideal

## II. Transcendental metodelære
- Den rene fornufts disciplin
- Den rene fornufts kanon
- Den rene fornufts arkitektonik
- Den rene fornufts historie